# Мустафин, Тулебай
Тулеба́й Муста́фин (каз. Төлебай Мұстафин; 21 августа 1929, аул Кенже, Пресновский район, Петропавловский округ, Казакская АССР, РСФСР, СССР — 20 апреля 2007, с. Богдановка, Жамбылский район, Северо-Казахстанская область, Казахстан) — тракторист совхоза «Благовещенский» Пресновского района Северо-Казахстанской области, Казахская ССР. Герой Социалистического Труда (1967).

## Биография
Родился 21 августа 1929 года в ауле Кенже Пресновского района Петропавловского округа Казакской АССР (ныне — Жамбылский район, Северо-Казахстанская область).
После окончания школа механизации работал с 1950 года трактористом в Пресновской МТС.
С 1957 года — тракторист совхоза «Благовещенский». В 1967 году удостоен звания Героя Социалистического Труда «за достигнутые успехи в увеличении производства и заготовок зерна в 1966 году».
В дальнейшем работал кукурузоводом совхоза «Благовещенский».
С 1989 года — на пенсии. Жил в селе Богдановка Пресновского района.
Скончался 20 апреля 2007 года, похоронен на кладбище возле бывшего села Ортакшыл Жамбылского района Северо-Казахстанской области.

## Награды
- Герой Социалистического Труда — указом Президиума Верховного Совета СССР 19 апреля 1967 года
- Орден Ленина